# Регіна Райхртова
Регіна Райхртова (чеськ. Regina Rajchrtová; нар. 5 лютого 1968) — колишня чеська тенісистка.
Найвищу одиночну позицію світового рейтингу — 26 місце досягла 1 квітня 1991, парну — 45 місце — 27 серпня 1990 року.
Найвищим досягненням на турнірах Великого шолома був чвертьфінал в парному розряді.
Завершила кар'єру 1993 року.

## Фінали ITF

### Одиночний розряд (2–3)
| Легенда         |
| --------------- |
| турніри $25,000 |
| турніри $10,000 |

| Результат | Ранг | Дата            | Турнір                  | Покриття | Суперниця         | Рахунок       |
| --------- | ---- | --------------- | ----------------------- | -------- | ----------------- | ------------- |
| Перемога  | 1.   | 6 жовтня 1986   | Малий Лошинь, Югославія | Тверде   | Гайке Томс        | 6–2, 6–3      |
| Поразка   | 2.   | 9 лютого 1987   | Реймс, Франція          | Ґрунт    | Марі-Крістін Дама | 1–6, 6–2, 2–6 |
| Перемога  | 3.   | 16 лютого 1987  | Mald, Франція           | Ґрунт    | Ілсе де Рюйсхер   | 6–1, 6–1      |
| Поразка   | 4.   | 30 березня 1987 | Лімож, Франція          | Ґрунт    | Наталі Тозья      | 1–6, 6–2, 1–6 |
| Поразка   | 5.   | 3 травня 1987   | Таранто, Італія         | Ґрунт    | Наташа Звєрєва    | 6–7, 6–4, 3–6 |

### Парний розряд (3-3)
| Результат | No | Дата              | Турнір                     | Покриття | Партнерка      | Суперниці                           | Рахунок       |
| Перемога  | 1. | 8 жовтня 1984     | Софія, Болгарія            | Ґрунт    | Алісе Ногачова | Регіна Маршикова Рената Шашак       | 6–2, 7–5      |
| Перемога  | 2. | 28 жовтня 1985    | Пітерборо, Велика Британія | Тверде   | Яна Новотна    | Клаудія Порвік Вілтруд Пробст       | 5–7, 6–3, 6–4 |
| Поразка   | 3. | 18 листопада 1985 | Чешир, Велика Британія     | Килим    | Яна Новотна    | Белінда Борнео Джой Тейкон          | 2–6, 3–6      |
| Поразка   | 4. | 5 травня 1986     | Борнмут, Велика Британія   | Трава    | Петра Тесарова | Наталія Єгорова Наташа Звєрєва      | 1–6, 2–6      |
| Перемога  | 5. | 1 грудня 1986     | Будапешт, Угорщина         | Ґрунт    | Яна Новотна    | Дениса Крайчовичова Радка Зрубакова | 6–1, 6–7, 6–3 |
| Поразка   | 6. | 9 лютого 1987     | Реймс, Франція             | Ґрунт    | Андреа Вопат   | Еріка Сміт Река Сіксаї              | 4–6, 3–6      |